# Aquilla (Ohio)
Aquilla es una villa ubicada en el condado de Geauga en el estado estadounidense de Ohio. En el Censo de 2010 tenía una población de 340 habitantes y una densidad poblacional de 893,03 personas por km².

## Geografía
Aquilla se encuentra ubicada en las coordenadas 41°32′48″N 81°10′23″O / 41.54667, -81.17306. Según la Oficina del Censo de los Estados Unidos, Aquilla tiene una superficie total de 0.38 km², de la cual 0.38 km² corresponden a tierra firme y (0%) 0 km² es agua.

## Demografía
Según el censo de 2010, había 340 personas residiendo en Aquilla. La densidad de población era de 893,03 hab./km². De los 340 habitantes, Aquilla estaba compuesto por el 97.94% blancos, el 0% eran afroamericanos, el 0% eran amerindios, el 0.29% eran asiáticos, el 0% eran isleños del Pacífico, el 0% eran de otras razas y el 1.76% pertenecían a dos o más razas. Del total de la población el 0% eran hispanos o latinos de cualquier raza.